# Renata Fast
Renata Fast (née le 6 octobre 1994 à Hamilton, dans la province de l'Ontario) est une joueuse canadienne de hockey sur glace. Elle évolue au poste de défenseure dans la ligue élite féminine professionnelle. Elle remporte une médaille d'argent aux Jeux olympiques de Pyeongchang en 2018 et une médaille d'or aux Jeux de Pékin en 2022. Fast participe à cinq championnats du monde, remportant deux médailles d'argent lors des championnats du monde de 2017 et 2023, une médaille de bronze en 2019 puis deux médailles d'or en 2021 et 2022.

## Biographie

### En club
Renata Fast réalise son parcours universitaire avec les Golden Knights de Clarkson, participant à leur première victoire historique du championnat NCAA lors de la saison 2013-2014. Avec ce titre, l'équipe devient la première de la division WCHA a remporter un titre national.
Lors de sa dernière année, elle inscrit un nouveau record dans le championnat NCAA en marquant le but le plus rapide de l'histoire du tournoi, 10 secondes à peine après le début du match, lors des quarts de finale contre Quinnipac.
Elle occupe le poste de capitaine assistante durant deux années .
Lors du repêchage 2016 de la LCHF elle est sélectionnée 2e choix au total par les Furies de Toronto  qu'elle rejoint dès la fin de ses études. Lors de sa première saison, elle joue 22 matchs sur les 24 de la saison, inscrivant 4 buts et 5 assistances. Elle est finaliste pour le titre de meilleure recrue de la saison et sélectionnée pour le match des étoiles 2017 de la LCHF .
Après une année de préparation olympique, elle joue une seconde saison avec les Furies avant que la LCHF ne ferme ses portes à la fin de la saison 2018-2019. Faisant partie des hockeyeuses boycottant la saison 2019-2020, elle ne joue pas mais est sélectionnée  par la NHL pour le 65e match des étoiles dans l'épreuve du match féminine élite 3 contre 3 . En 2020 et 2021 elle joue des matchs avec la Professional Women's Hockey Players Association (PWHPA), organisation ayant pour but de former une ligue professionnelle féminine mais dont la progression a été ralentie par la pandémie de Covid-19 .

### En équipe nationale
Elle a participé à plusieurs coupes des nations avec l'équipe nationale canadienne des moins de 20 ans, remportant une médaille d'or en 2015 et une médaille de bronze en 2017 ,
Fast est sélectionnée pour la première fois en équipe sénior à l'occasion de la Coupe des 4 nations de 2015, remportant l'argent .
Elle participe à ses premiers championnats du monde en 2017, au Michigan, où le Canada perd en prolongation face aux États-Unis . Elle est sélectionnée pour l'année de préparation olympique 2017-2018, en vue des Jeux olympiques de Pyeongchang , où elle remporte une médaille d'argent olympique 

## Statistiques

### En club
| Saison      | Équipe                     | Ligue       |                            | Saison régulière           | Saison régulière           | Saison régulière           | Saison régulière           | Saison régulière           |                            | Séries éliminatoires       | Séries éliminatoires       | Séries éliminatoires       | Séries éliminatoires | Séries éliminatoires |
| Saison      | Équipe                     | Ligue       | PJ                         | B                          | A                          | Pts                        | Pun                        | PJ                         | B                          | A                          | Pts                        | Pun                        |                      |                      |
| 2012-2013   | Golden Knights de Clarkson | NCAA        | 38                         | 2                          | 8                          | 10                         | 26                         | -                          | -                          | -                          | -                          | -                          |                      |                      |
| 2013-2014   | Golden Knights de Clarkson | NCAA        | 41                         | 2                          | 10                         | 12                         | 44                         | -                          | -                          | -                          | -                          | -                          |                      |                      |
| 2014-2015   | Golden Knights de Clarkson | NCAA        | 29                         | 4                          | 14                         | 18                         | 38                         | -                          | -                          | -                          | -                          | -                          |                      |                      |
| 2015-2016   | Golden Knights de Clarkson | NCAA        | 36                         | 5                          | 12                         | 17                         | 32                         | -                          | -                          | -                          | -                          | -                          |                      |                      |
| 2016-2017   | Furies de Toronto          | LCHF        | 22                         | 4                          | 5                          | 9                          | 38                         | -                          | -                          | -                          | -                          | -                          |                      |                      |
| 2017-2018   | Canada                     | AMHL        | 15                         | 0                          | 1                          | 1                          | 8                          | -                          | -                          | -                          | -                          | -                          |                      |                      |
| 2018-2019   | Furies de Toronto          | LCHF        | 26                         | 2                          | 6                          | 8                          | 48                         | 3                          | 0                          | 0                          | 0                          | 6                          |                      |                      |
| 2019-2020   | GTA West                   | PWHPA       | Statistiques indisponibles | Statistiques indisponibles | Statistiques indisponibles | Statistiques indisponibles | Statistiques indisponibles | Statistiques indisponibles | Statistiques indisponibles | Statistiques indisponibles | Statistiques indisponibles | Statistiques indisponibles |                      |                      |
| 2020-2021   | Toronto                    | PWHPA       | 4                          | 0                          | 1                          | 1                          | 6                          |                            |                            |                            |                            |                            |                      |                      |
| 2022-2023   | Team Adidas                | PWHPA       | Statistiques indisponibles | Statistiques indisponibles | Statistiques indisponibles | Statistiques indisponibles | Statistiques indisponibles | Statistiques indisponibles | Statistiques indisponibles | Statistiques indisponibles | Statistiques indisponibles | Statistiques indisponibles |                      |                      |
| Totaux NCAA | Totaux NCAA                | Totaux NCAA | 144                        | 13                         | 44                         | 57                         | 140                        |                            |                            |                            |                            |                            |                      |                      |
| Totaux LCHF | Totaux LCHF                | Totaux LCHF | 49                         | 6                          | 11                         | 17                         | 86                         | 3                          | 0                          | 0                          | 0                          | 6                          |                      |                      |

### En équipe nationale
| Année | Équipe | Compétition          |   | PJ | B | A | Pts | Pun | +/-                |  | Résultat |
| 2017  | Canada | Championnat du monde | 5 | 0  | 0 | 0 | 0   | +1  | Médaille d'argent  |  |          |
| 2018  | Canada | Jeux olympiques      | 5 | 0  | 0 | 0 | 0   | +4  | Médaille d'argent  |  |          |
| 2019  | Canada | Championnat du monde | 7 | 0  | 6 | 6 | 4   | +8  | Médaille de bronze |  |          |
| 2021  | Canada | Championnat du monde | 7 | 2  | 3 | 5 | 8   | +12 | Médaille d'or      |  |          |
| 2022  | Canada | Jeux olympiques      | 7 | 1  | 4 | 5 | 8   | +12 | Médaille d'or      |  |          |
| 2022  | Canada | Championnat du monde | 7 | 0  | 4 | 4 | 4   | +8  | Médaille d'or      |  |          |
| 2023  | Canada | Championnat du monde | 7 | 1  | 4 | 5 | 4   | +4  | Médaille d'argent  |  |          |

## Trophées et honneurs personnels

### Ligue professionnelle de hockey féminin
- 2024 : participe au Match des étoiles de la LPHF